# Arthur Crisp
Arthur Crisp, född 17 juni 1930 i London, död 13 oktober 2006, var en engelsk professor och psykiater. Han var verksam vid psykiatriska institutionen vid Saint George's Hospital Medical School vid University of London. Bland annat forskade han inom anorexia nervosa.